# 22ª Brigata meccanizzata "Mykolaïv"
La 22ª Brigata meccanizzata autonoma "Mykolaïv" (in ucraino 22-га окрема механізована Миколаївська бригада?, 22-ha okrema mechanizovana Mykolaïvs'ka bryhada, unità militare A4718) è un'unità di fanteria meccanizzata delle Forze terrestri ucraine, subordinata al Comando operativo "Sud" e con base a Mychajlivka nell'oblast' di Mykolaïv.

## Storia

### Prima formazione
L'unità è stata creata per la prima volta come 66ª Divisione meccanizzata delle guardie "Poltava" nel 1992, subito dopo l'indipendenza dell'Ucraina dall'Unione Sovietica, a partire dal 110º Centro di addestramento delle guardie, formazione della Sovetskaja Armija erede della 66ª Divisione fucilieri delle guardie che combatté nella seconda guerra mondiale. Il 26 ottobre 1999 le è stato assegnato il titolo onorifico "Bucovina".
Nel 2000 la divisione venne ridimensionata, diventando la 22ª Brigata meccanizzata con base a Černivci. Nel 2003 la brigata è stata sciolta, ma ne è stato mantenuto in attività il 300º Reggimento meccanizzato, dal quale nel 2013 verrà costituito l'87º Battaglione dell'80ª Brigata aviotrasportata.

### Seconda formazione
La brigata è stata formata per la seconda volta durante l'invasione russa dell'Ucraina, il 4 gennaio 2023, come parte dell'espansione dell'esercito ucraino in previsione della controffensiva estiva. Ha iniziato immediatamente l'addestramento del nuovo personale nei dintorni di Leopoli, perfezionando gli assalti meccanizzati con il supporto dei BMP.
La brigata è entrata in azione per la prima volta alla fine di giugno 2023, liberando posizioni russe nell'area a sud di Bachmut insieme all'80ª Brigata d'assalto aereo. Il 20 luglio elementi dell'unità sono stati avvistati nella regione di Zaporižžja, dove hanno preso parte per la prima volta alla controffensiva ucraina. Ad agosto la brigata ha supportato l'avanzata della 3ª Brigata d'assalto "Azov" nel settore di Kliščiїvka.
Nel luglio 2024 il battaglione droni della brigata è stato impiegato nella regione di Sumy, dove ha colpito postazioni russe nella regione di Kursk. A partire dal 6 agosto la 22ª Brigata ha preso parte all'offensiva ucraina nell'oblast' di Kursk, occupando diversi insediamenti oltre il confine russo. È riuscita a circondare parzialmente Sudža, aggirando la città da nord e raggiungendo il villaggio di Martynovka; ha quindi inflitto gravi perdite al 488º Reggimento della 144ª Divisione fucilieri motorizzata russa, catturando numerosi prigionieri. Nei giorni seguenti ha subito due contrattacchi dell'810ª Brigata fanteria di marina, perdendo temporaneamente il controllo di Martynovka e dovendo combattere per riconquistarla, potendo così contribuire alla messa in sicurezza della città di Sudža. Durante un assalto, il 14 agosto è stato ucciso in combattimento il comandante del 2º Battaglione della brigata, tenente Jevhen Burkovs'kyj. Il 10 settembre elementi della brigata, ora impiegati in direzione di Korenevo, sono stati attaccati da parte dell'810ª Brigata russa, venendo respinti verso Ol'govka. Nei giorni successivi la brigata ha effettuato diversi contrattacchi sul fianco della penetrazione russa in direzione di Snagost', infliggendo gravi perdite al 51º Reggimento della 106ª Divisione aviotrasportata mentre tentava di occupare il villaggio e alla 155ª Brigata fanteria di marina avanzante da ovest.
Il 5 maggio 2025, in occasione della Giornata della Fanteria, la brigata è stata insignita del titolo onorifico "Mykolaïv" dal presidente ucraino Volodymyr Zelens'kyj.

## Struttura
- Comando di brigata[24]
- 1º Battaglione meccanizzato
- 2º Battaglione meccanizzato
- 3º Battaglione meccanizzato
- 11º Battaglione fucilieri (Mykolaïv, unità militare A7095)[25]
- 409º Battaglione fucilieri (Mykolaïv, unità militare A4818)[26]
- 412º Battaglione fucilieri (Kropyvnyc'kyj, unità militare A4845)[27]
- Battaglione corazzato (T-72 e PT-91 Twardy)
- Battaglione sistemi senza pilota
- Gruppo d'artiglieria
  - Battaglione artiglieria semovente (2S1 Gvozdika)
  - Battaglione artiglieria lanciarazzi (BM-21 Grad)
  - Battaglione artiglieria controcarri
- Battaglione artiglieria missilistica contraerei
- Battaglione genio
- Battaglione manutenzione
- Battaglione logistico
- Compagnia ricognizione
- Compagnia comunicazioni
- Compagnia radar
- Compagnia difesa NBC
- Compagnia medica

## Comandanti
- Maggior generale Mykola Španko (1992 - ottobre 1998)[28]
- Maggior generale Jurij Boryskin (ottobre 1998 - febbraio 2002)[29]
- Colonnello Mychajlo Ihnat'jev (febbraio 2002 - maggio 2003)[30]
- Colonnello Dmytro Zavads'kyj (gennaio 2023 - maggio 2024)[31]
- Colonnello Volodymyr Pypka (maggio 2024 - dicembre 2024)[32]
- Colonnello Illja Jehorov (dicembre 2024 - in carica)[33]